# Millettia warneckei
Espèce
Synonymes
- Millettia porphyrocalyx Dunn[1]
- Millettia warneckei var. warneckei[1]

Millettia warneckei est une espèce de plantes à fleurs de la famille des Fabaceae et du genre Millettia, présente en Afrique tropicale.

## Liste des variétés
Selon Tropicos (16 juin 2020) (Attention liste brute contenant possiblement des synonymes) :
- Millettia warneckei var. prophyrocalyx (Dunn) Hepper
- Millettia warneckei var. warneckei